# 第1号大提琴协奏曲 (肖斯塔科维奇)
E♭大调第1号大提琴协奏曲是德米特里·肖斯塔科维奇第107號作品，作于1959年。肖斯塔科维奇为其友罗斯特罗波维奇写就此曲，后者以四日时间记之于心，并于1959年10月4日同叶夫根尼·穆拉文斯基指挥之列宁格勒爱乐乐团于列宁格勒音乐学院大厅作首演。此曲首个录音于首演二日后于莫斯科完成，演出者为罗斯特罗波维奇同亚历山大·高克执棒之莫斯科爱乐乐团。
本協奏曲被普遍认为是近代大提琴協奏曲曲目中擁有艱深演奏技巧的一部作品，並常與同時期浦羅哥菲夫所創作的《交響協奏曲》相提並論。對此，蕭斯達高維契也曾表示過，他也十分欣賞《交響協奏曲》，並把它作為創作這首協奏曲的「推動力」。

## 配器[3]
- 獨奏：大提琴
- 木管樂器：2長笛（第2長笛兼任短笛）、2雙簧管、2單簧管（B♭調及A調）、2巴松管（第2巴松管兼任低音巴松管）
- 銅管樂器：1圓號
- 敲擊樂器：定音鼓
- 鍵盤樂器：鋼片琴
- 絃樂器：第1小提琴、第2小提琴、中提琴、大提琴、低音提琴

## 樂曲結構及分析
本交響曲共分為四個樂章，當中第2，3，4樂章為連續演奏。
- 第1樂章：小快板（Allegretto）

為主。樂曲開首便出現了作曲家常用的DSCH動機，但以G音開始及變型，而這音樂動機亦一直在全曲中穿插着。同時，也借用了穆索斯基《死之歌舞》第1樂章中「搖籃曲」（本身亦是一首傳統的民歌）的旋律作為其中的一個主題。
第1-5小節
- 第2樂章：中板（Moderato） - 直接進入（attacca）

開首由絃樂以
奏出如輓歌般的前奏，這主題是在先前的第1樂章，是未曾於獨奏和樂隊中出現過的。在圓號的引入下，大提琴獨奏加入新的主題，節奏亦改為，絃樂和應，並逐漸帶回至開首的
，然後獨奏在
的基礎上演奏了的新的主題，同時慢慢地帶起至樂曲的高潮(練習號56，第148小節)，此時前奏部份再次響起，但是卻以全體絃樂及木管樂以很強的音量奏出，隨後的圓號引子也再次出現，引領獨奏以高音人工泛音把第一主題奏出，鋼片琴與獨奏互相對應，並直接進入下一樂章。
值得一提是，本樂章是全曲中唯一沒有出現過DSCH動機。
- 第3樂章：華彩樂段（Cadenza）- （接續第2樂章的速度） - 漸漸加速（accelerando poco a poco） - 小快板（Allegretto） - 快板（Allegro） - 加快（Piu Mosso） - 直接進入（attacca）

與他的《第1號小提琴協奏曲》一樣，全段為獨奏樂器的華彩樂段，但篇幅上卻是比《第1號小提琴協奏曲》更長（《第1號小提琴協奏曲》的華彩樂段樂章不足2分鐘，而本協奏曲則達5分半至6分鐘）。延續上一樂章以
為主，旋律先以第2樂章的第2主題為基礎，但中途卻被撥絃分解和弦所中斷，第2次撥絃後，獨奏旋律由第2樂章的第2主題、慢慢轉移為以第2樂章的第1主題，並以雙音模式進行，節奏也變為以和
為主，第3次撥絃後，是由以DSCH動機所演變出來的一連串三連音及十六分音符，速度漸漸加快，最終進入了加快（Piu Mosso）速度的
節奏，並直接進入下一樂章。
- 第4樂章：流暢的快板（Allegro con moto），
，發展部則改為
，再現部時返回以
為主、並夾雜其他節拍記號至終結。

全曲的演奏時間約為28分鐘。